# 막시밀리안 2세 (신성 로마 황제)
막시밀리안 2세(독일어: Maximilian II, 1527년 7월 31일 ~ 1576년 10월 12일)는 신성 로마 제국의 황제이자 보헤미아의 군주, 헝가리의 군주이다. 보헤미아의 국왕 막스밀리안 2세(체코어: Maxmilián II.), 헝가리와 크로아티아의 국왕 믹셔(헝가리어: Miksa, 슬로바키아어: Maximilián II. 막시밀리안 2세, 크로아티아어: Maksimilijan II. 막시밀리얀 2세)에 해당한다.

## 초년 및 즉위
신성 로마 제국의 황제 페르디난트 1세와 안나 사이에서 15남매 중 태어난 장남이다. 증조부인 막시밀리안 1세의 이름을 물려 받았다.1548년 큰아버지 카를 5세의 딸 스페인의 마리아와 결혼했다. 이 결혼에서는 당시 독일 내부에서 종교적 문제로 신교와 구교의 사이가 벌어지던 상황에서 합스부르크 내부에서의 화합을 위해 결혼이 성사되었다. 당시 황제였던 백부 카를 5세는 자신의 아들인 펠리페에게 스페인 왕위 상속과 신성 로마 제국의 황제자리를 물려주고자 했으나 기존 카를 5세의 강압적 통치와 개신교 탄압 정책으로 독일에서의 민심이 그렇게 좋은 상황이 아니었고, 결국 카를 5세는 펠리페 2세의 신성 로마 제국의 재위는 포기하여야 했다. 이후 독일 내에서 영향력이 약화되었던 카를 5세는 아우크스부르크 화의 이후 동생 페르디난트에게 제위를 넘겨주었다. 이후 막시밀리안은 아버지의 건강이 악화가 되자 1562년 11월 실질적 후계자인 로마왕으로 임명된다. 여기서 그는 종교개혁의 여파로 개신교 사상에 큰 호감을 느꼈고 로마왕 선출 과정에서 가톨릭 제후들에게 문제가 되었으나 가톨릭 종교를 유지하겠다는 약조와 맹세를 했고, 정식 후계자로 선출되었다. 그리고 부친인 페르디난트 1세가 1564년 서거하자 신성 로마 제국의 황제로 즉위를 하였다. 양대 숙적인 프랑스 왕조 그리고 오스만 왕조와의 대결하는 과정에서 결속력을 강화하기 위한 합스부르크가의 근친 결혼은 막시밀리안 2세에서 시작되었다고 수 있다.

## 통치와 종교 정책
막시밀리안 2세는 역대 합스부르크 가문의 군주들 중 개신교에게 가장 관대했던 통치자로 평가 받는다. 막시밀리안 2세의 시대에서는 자유로운 신앙 생활을 할 수 있었다. 막시밀리안 2세는 종교적으로 중립과 구교와 신교간의 화합과 제국의 분열은 피하고자 하였다. 1568년에는 합스부르크 가문의 직속 영지였던 오스트리아에서 루터파 개신교의 종교적 자유를 허용해 주었다. 또한 1575년엔 합스부르크가의 영지 중 하나인 보헤미아 왕국에서 또한 개신교에 대한 종교적 자유를 인정하였다. 한편 그의 제위 기간 스페인 합스부르크 가문의 식민지였던 네덜란드에서는 개신교 세력과 가톨릭 세력이 대립하고 있었다. 막시밀리안 2세는 여기서 어느 한편을 들지 않고, 두 세력을 화해 시키려 노력을 했으나 실패로 돌아갔다. 1566년에는 동헝가리를 수복하기 위하여 전쟁을 시작하였고, 전쟁 도중 쉴레이만 1세가 사망 하기도 하였지만 오스만 군의 저항으로 결국 셀림 2세에게 매년 배상금을 지불하는 것으로 마무리 되었고, 막시밀리안 2세의 권위는 추락하였다. 1576년 평소 건강이 좋지 않았던 막시밀리안 2세는 49세의 나이로 사망 하였고, 장남인 루돌프 2세가 황제로 즉위하게 된다.

## 자녀
- 왕비 스페인의 마리아(스페인과 신성 로마 제국의 황제 카를 5세의 장녀, 1528~1603)
- 안나(1549~1580): 스페인 왕비(펠리페 2세와 결혼, 펠리페 3세의 모친)
- 페르디난트(1551~1552)
- 루돌프 2세(1552~1612): 1576~1612 신성 로마 제국의 황제
- 에른스트(1553~1595)
- 엘리자베트(1554~1592): 프랑스 왕비(샤를 9세와 결혼)
- 마리아(1555~1556)
- 마티아스(1557~1619): 1612~1619 신성 로마 제국의 황제
- 사산한 남아(1557)
- 막시밀리안 3세(1558~1618)
- 알브레히트(1559~1621): 네덜란드 총독
- 벤첼(1561~1578)
- 프리드리히(1562~1563)
- 마리아(1564)
- 카를(1565~1566)
- 마르가레테(1567~1633)
- 엘레오노레(1568~1580)